# Aeroporto Internacional Maurice Bishop
O Aeroporto Internacional Maurice Bishop (em inglês: Maurice Bishop International Airport) (IATA: GND, ICAO: TGPY) é um aeroporto internacional localizado em St. George's capital de Granada.